# Кунгследен

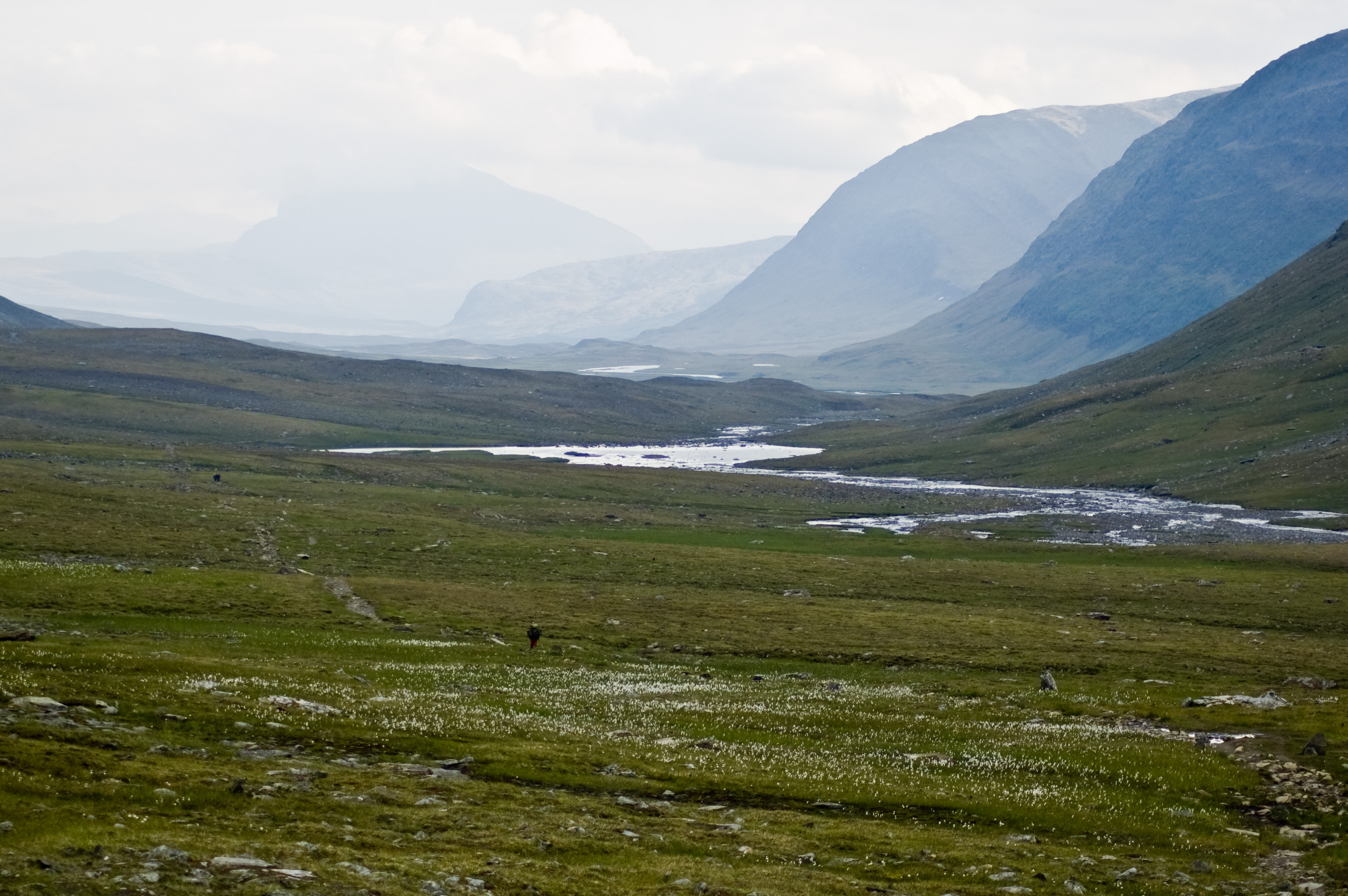
Вид на тропу с её высочайшей точки, перевала Чекча

Кунгследен (швед. Kungsleden, королевская тропа) — пешая туристическая горная тропа на западе Швеции, длиной около 450 км. Тропу начала прокладывать в начале XX века шведская туристическая организация (STF), чтоб сделать шведскую Лапландию более доступной для туристов. Тропа тянется от Абиску на севере до Хемавана в центральной Швеции.

## Маршрут и достопримечательности
Тропа проходит по горам Лапландии (субальпийский пояс фьельдов) параллельно границе с Норвегией. В южной части она идёт по верхней границе леса, постепенно переходящей в тундру к северу. Она пересекает национальные парки Абиску, Стура-Шёфаллет и Пиельекайсе и проходит по окраине парка Сарек.
Тропа чётко размечена, через глубокие потоки переброшены металлические подвесные или деревянные мосты, на болотистых участках проложены гати.
Тропу условно делят на 4 недельных отрезка:
- Абиску — Синги (Никкалуокта):[1] Начало маршрута проходит по поросшему берёзовым лесом национальному парку Абиску. Из станции Абиску открывается вид на горную долину швед. Lapporten, "Врата Лапландии". Зимой сюда приезжают туристы, желающие полюбоваться северным сиянием. Из Алесяуре, кроме основного, выходят и другие тропы, например в сторону Налло и долины Вистас; кроме того, ещё тропа уходит в сторону Норвегии. С перевала Чекча (1195 м.), высочайшей точка маршрута, открывается прекрасный вид на юг и север. У хижины Синги начинается ответвление, обычно считающееся частью Кунгследена, в сторону горной станции Кебнекайсе у подножия высочайшей вершины Швеции.
- Синги — Квиккйокк:[2] Тропа пересекает несколько горных озёр. Перед Ваккотаваре открываются виды на юг, на вершины парка Сарек. Между Ваккотаваре и Салтолуоктой тропу прерывает водохранилище Аккаяуре, появившееся в результате строительства ГЭС на реке Стура-Лулеэльвен; через него есть паромная переправа. От Салтолуокты на юг тропа тянется по пустошам и болотам с редкими берёзками и ивами, на восток уходят равнинные земли, на западе поднимаются предгорья Сарека. Из хижин Ситояуре и Акце многие туристы отправляются в парк Сарек и его главную достопримечательность - долину Рападален. Тропа пересекает горные озёра и леса.
- Квиккйокк — Аммарснэс:[3] Наименее популярная часть маршрута. В отсутствие хижин туристу приходится ночевать в палатке. В основном тропа проходит по лесам и речным долинам. Около тропы расположено много ферм и деревушек.
- Аммарснэс — Хемаван:[4] В этом районе проложено множество троп, поэтому есть несколько вариантов прохождения маршрута. Перепады высот значительны. От Аммарснэса тропа круто поднимается к хижине Айгерт, откуда можно подняться на вершину Стура Айгерт. Далее тропа проходит по пустошам, а потом - по берёзовому лесу у озера Тэрнашё. На озере можно посетить архипелаг, соединённый семью мостами. Ледниковая долина Витерскал считается красивейшей в округе. На спуске к Хемаван открывается вид на норвежские горы и ледники. Зимой район Хемавана популярен у лыжников.

## Отрезки и ночлег
На Кунгследене шведская туристическая организация оборудовала немало мест для ночлега: самые крупные — горные станции (швед. Fjällstation), где могут разместиться несколько сотен человек, имеется магазин, до них, как правило, легче добраться. Горные хижины (швед. Fjällstuga) различаются по размерам, в некоторых есть магазин, где можно купить консервированные продукты, кухня и сауна. В хижинах поменьше возможно только переночевать. В каждой хижине есть смотритель, принимающий гостей и обслуживающий магазин, остальное рассчитано на самообслуживание. Кроме того, на тропе встречаются маленькие пустые хижины (сторожки), где есть только печка с запасом дров, там можно укрыться от непогоды или бесплатно переночевать. В городах STF содержит хостелы (швед. Vandrarhem).
В южной части тропы, в Хемаване и Аммарснэс, есть хостелы; в Абиску, Кебнекайсе, Салтолуокта и Квиккйокк расположены горные станции. Ниже приведены отрезки пути между хижинами:
Абиску — Синги
- Абиску — Абискуяуре , 15 км
- Абискуяуре — Алесяуре , 20 км
- Алесяуре — Чекча, 13 км
- Чекча — Сэлка, 12 км
- Сэлка — Синги, 12 км

Синги — Вакковатаре
- Синги — Кайтумяуре, 13 км
- Кайтумяуре — Теусаяуре, 9 км
- Теусаяуре — Вакковатаре, 15 км

Салтолуокта — Квиккйокк
- Салтолуокта — Ситояуре, 19 км
- Ситояуре — Акце, 10 км
- Акце — Порте, 22 км
- Порте — Квиккйокк, 17 км

Квиккйокк — Йэкквикк
- Квиккйокк — Йэкквикк, 96 км

Йэкквикк — Аммарснэс
- Йэкквикк — Аммарснэс, 83 км

Аммарснэс — Хемаван
- Аммарснэс — Айгерт, 8 км
- Айгерт — Серве, 19 км
- Серве — Тэрнашё, 14 км
- Тэрнашё — Сютер, 14 км
- Сютер — Витерскалет, 12 км
- Витерскалет — Хемаван, 11 км

Никкалуокта — Синги (ответвление)
- Никкалуокта — горная станция Кебнекайсе, 19 км
- Горная станция Кебнекайсе — Синги, 14 км

## Сезон
Все хижины на тропе открыты летом менее трёх месяцев. Зимой обычно оставляют незапертой одну комнату, чтоб путники могли переночевать. Летний сезон длится с конца июня до начала сентября, зимний — с февраля по апрель-май. Зимой можно пройти тропу на лыжах, так как тропа размечена и специальными знаками. Есть дороги для снегоходов.

## Транспорт
Большая часть тропы проходит по дикой местности, но в нескольких точках её пересекают дороги:
- Абиску — сюда можно добраться прямым поездом из Швеции (Стокгольм, Гётеборг) и Норвегии (Нарвик). Кроме этого, можно прилететь в Нарвик или Кируну авиатранспортом.
- Хемаван — регулярное автобусное сообщение с Умео и Му-и-Рана, нерегулярное авиасообщение со Стокгольмом.

Следующие точки доступны для автотранспорта, автобусное сообщение — только летом: Никкалуокта, Суорва (Ваккотаваре), Квиккйокк, Йэкквикк, Адольфстрём, Аммарснэс.
Многие озёра, встречающиеся на маршруте, можно пересечь на лодке (в летний сезон); через Аккаяуре ходит паром.